# Acholeplasma
Az Acholeplasma a Mollicutes osztályba tartozó sejtfal nélküli baktériumok egy nemzetsége. Szaprotróf és patogén életmódú fajok tartoznak ide, melyekből eddig 15-öt írtak le. GC-tartalmuk alacsony, mintegy 26-36% (mól%). Az Acholeplasma-fajok genomja 1,5-1,65 millió bázispár között van. Nincs szükségük koleszterinre fejlődésükhöz. Állatokban és néhány növényfajban találhatók meg. A számukra szükséges optimális hőmérséklet 30-37 °C között van.

## Fordítás
- Ez a szócikk részben vagy egészben az Acholeplasma című angol Wikipédia-szócikk ezen változatának fordításán alapul.  Az eredeti cikk szerkesztőit annak laptörténete sorolja fel. Ez a jelzés csupán a megfogalmazás eredetét és a szerzői jogokat jelzi, nem szolgál a cikkben szereplő információk forrásmegjelöléseként.